# Победитель остаётся один
«Победитель остаётся один» (порт. O Vencedor Está Só) — двенадцатый роман Пауло Коэльо, мировая премьера которого состоялась осенью 2008 года. Роман написан в необычном для автора жанре: детективный триллер с элементами гламура.

## Сюжет
Роман рассказывает о мире кино, шоу-бизнеса и гламура. Действие происходит во Франции, в Каннах во время кинофестиваля, где собираются ведущие актёры, модели, дизайнеры, режиссёры.

Мы, однако, не знаем, что те, кто манипулирует нами, остаются за сценой и себя не афишируют. Они-то отчетливо понимают, что наиболее действенная власть — та, которая никому не заметна до тех пор, пока не становится уже слишком поздно замечать её — ловушка захлопнулась. Моя книга — об этой ловушке.— Пауло Коэльо. «Победитель остаётся один». Предисловие.
Сюда же в Канны приезжает главный герой романа — русский бизнесмен Игорь. Ему около 40 лет, он красив и успешен, но подавлен уходом своей жены Евы, которую он и собирается отыскать и вернуть.
Чтобы привлечь внимание своей бывшей жены, приехавшей на фестиваль вместе со своим новым возлюбленным — дизайнером одежды Хамидом, Игорь начинает совершать убийства: один за другим его жертвами становятся гости Канн. Имея опыт военной службы и меняя каждый раз способ убийства, Игорь остается незамеченым. В конце концов, на одной из вечеринок он встречает Еву и Хамида и после продолжительного разговора на пляже убивает и свою бывшую жену и её возлюбленного, после чего возвращается в Россию.
Действие всего романа разворачивается в течение одних суток.

## Издания в России
- В России книга впервые была издана в 2009 году издательством АСТ (Астрель).